# Dogue de Cuba
Le Dogue de Cuba (Dogo Cubano) est une race éteinte de chien originaire de l'île de Cuba. Elle est de type molossoïde. Cette race a été utilisée pour le combat de chiens.
Cette race a été introduite à Cuba pour capturer les esclaves fugitifs (dits « negmarrons » ou cimarrones). Après l'abolition de la traite négrière par le congrès de Vienne en 1815, l'élevage de ce type de chiens est moins rentable, et avec le temps la race a donc fini par s'éteindre.

## Apparence

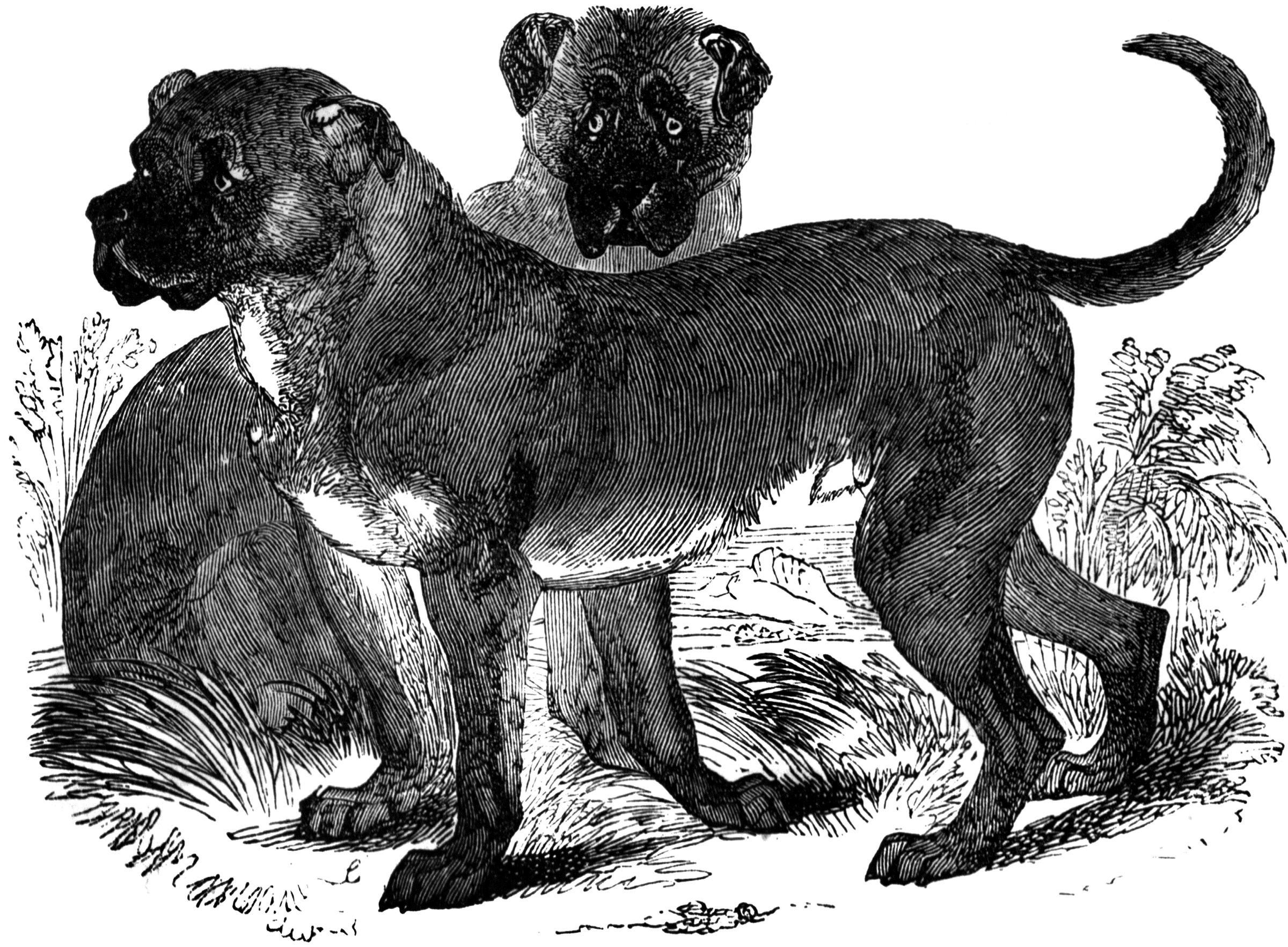
Spécimens de Dogues de Cuba.

Leur taille était comprise entre le Bulldog anglais et le Mastiff. Le museau est court, large, et brusquement tronqué. La tête était large et plate, et les babines, profondément pendantes. Les oreilles de taille moyenne, étaient aussi en partie pendantes, la queue plutôt courte, cylindrique, et tournée vers le haut et vers l'avant vers la pointe. Ils ont été décrits comme « de couleur loup-tacheté de rouille », avec la tête, les babines et les pattes noires. Ils étaient renommés pour leur chasse aux esclaves.
Selon le militaire et naturaliste britannique, Charles Hamilton Smith, les dogues de Cuba étaient apparentés aux chiens sauvages de Saint-Domingue (Canis Haitensis) qui ont été introduits sur l'île par les conquistadors espagnols quand ils les dressaient comme limiers. Smith les décrit comme « les égaux des plus grands lévriers écossais ou russes... L'apparence et les mouvements de cet animal prouvent instantanément sa supériorité ».

## Histoire
Le Dogue de Cuba a été développé à partir de plusieurs races de bouledogues, molosses et chiens de bouvier, devenant un combattant et un gardien de propriété idéal. Il est possible que certains spécimens de cette race aient été introduits lors de la colonisation de l'Amérique pour être utilisés comme chiens de garde. Ils ont également été utilisés comme chien de rapport d'esclaves fugitifs par les Britanniques durant la révolte des esclaves de la Jamaïque de 1796, par les Français durant l'expédition de Saint-Domingue ainsi que par les Américains dans les États du Sud.
Entre 100, 400 ou 600 spécimens, selon les sources, ont notoirement été achetés à Cuba par le vicomte de Noailles pour le compte du général Rochambeau, durant l'expédition de Saint-Domingue dans l'intention de les utiliser contre les insurgés haïtiens. En mars 1803, le général Touvenot écrit: « Le général en chef fait venir 400 chiens de La Havane, c’est le seul moyen d’atteindre les nègres dans leur fuite et de les traquer dans les bois et dans les mornes. Cette mesure qui paraît d’abord inhumaine est légitimée par les tortures que ces scélérats font éprouver à tous ceux qui ont le malheur de tomber entre leurs mains ».
La race est considérée comme éteinte depuis la fin du XIXe siècle, mais il y a eu des rapports qui indiquent que, bien qu'aucun Dogue de Cuba de pure race ne subsiste, les chiens utilisés dans les arènes de combat d'aujourd'hui à Cuba sont des descendants du croisement entre les Pittbull, les bouledogues de Cordoba, les Dogues argentins et les quelques Dogues de Cuba de pure race qui restaient encore au début du XXe siècle. Le descendant moderne de cette rare race de chien est beaucoup plus grand et plus fort que l'original et ressemble à l'American Pit Bull Terrier.

## Galerie

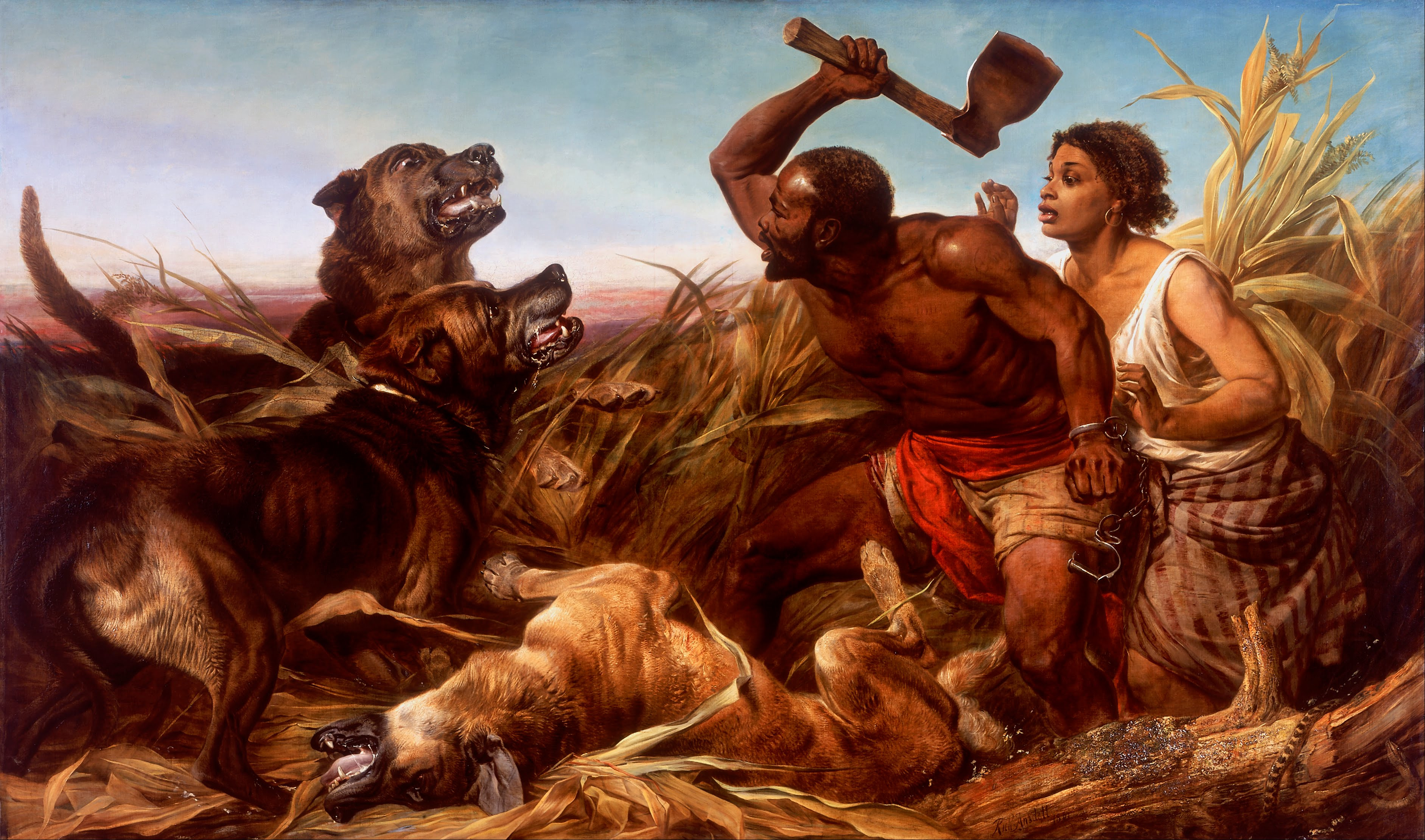
The Hunted Slaves, Richard Ansdell, 1861
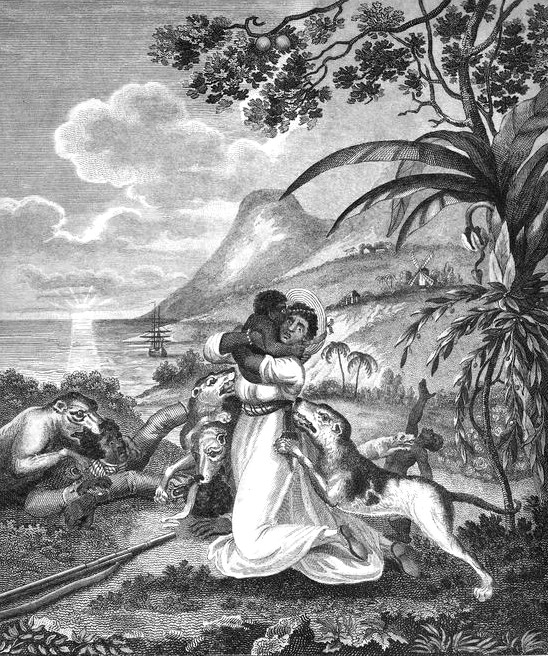
En 1803, sur une idée de Leclerc, le général Rochambeau a importé des dogues de Cuba pour les utiliser contre les esclaves insurgés durant l'expédition de Saint-Domingue[5].